# كرايغ تومسون (سياسي)
كرايغ تومسون (بالإنجليزية: Craig Thomson)‏ هو نقابي وسياسي أسترالي، ولد في 31 يوليو 1964 في ويلينغتون في نيوزيلندا. انتخب عضو مجلس النواب الأسترالي عن دائرة Division of Dobell ‏ (24 نوفمبر 2007 – 7 سبتمبر 2013).